# Gene Calderazzo

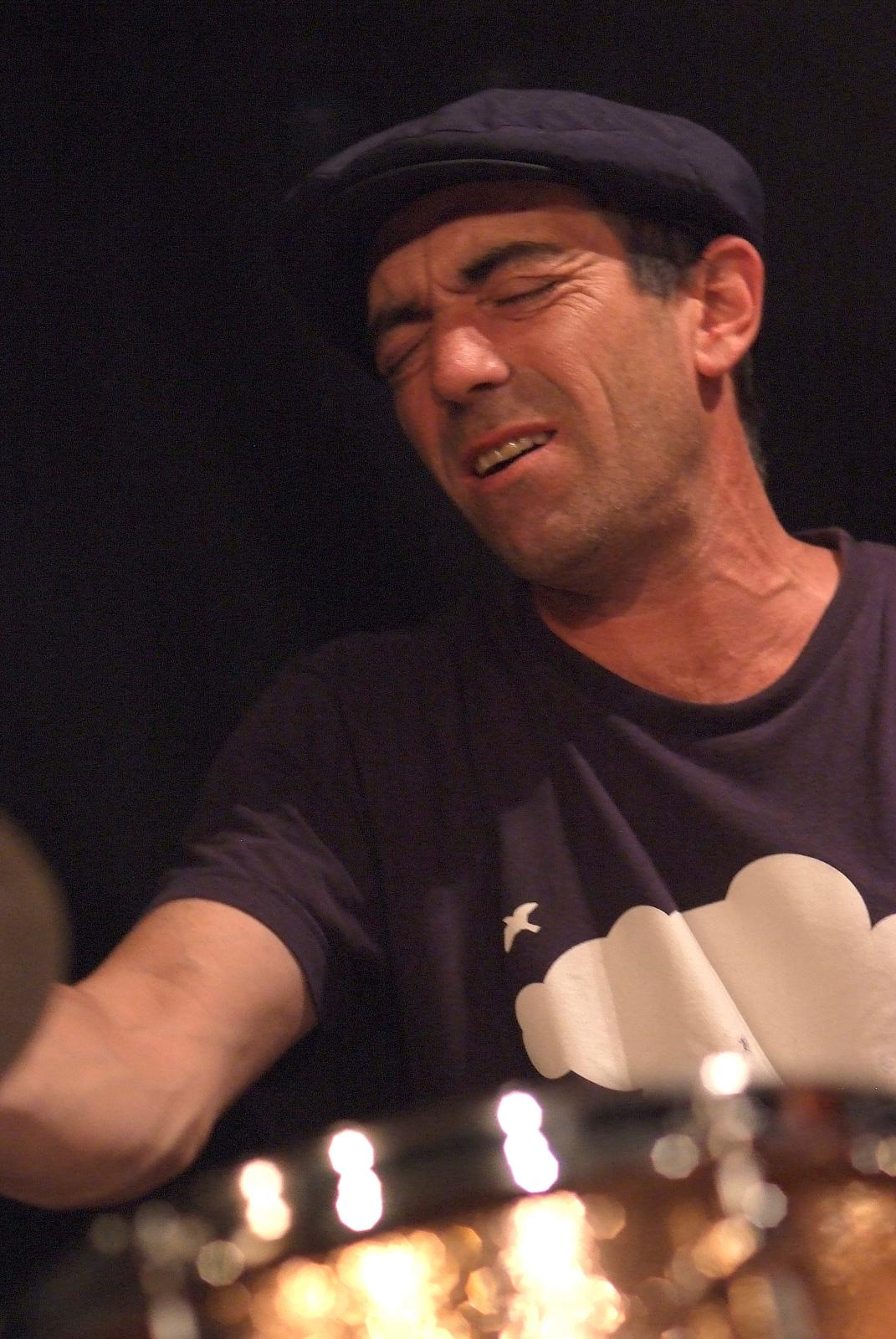
Gene Calderazzo (2008)

Gene Calderazzo (* 23. April 1961 in New York City) ist ein amerikanischer Schlagzeuger des Modern Jazz.

## Leben und Wirken
Calderazzo, dessen jüngerer Bruder der Pianist Joey Calderazzo ist, studierte von 1979 bis 1981 am Berklee College of Music gemeinsam mit Branford Marsalis, Wallace Roney, Jeff Watts und Marvin Smitty Smith, um dann seine Studien an der Long Island University in Brooklyn fortzusetzen. In New York trat er mit Joe Henderson, Michael Brecker, Lionel Hampton und Reggie Workman auf, weiterhin mit Pharoah Sanders, Eddie Henderson, James Moody, Phil Woods, Benny Golson.
Calderazzo lebt seit 1995 in Großbritannien, wo er an der Royal Academy of Music, dem Trinity College of Music, der Guildhall School und am Birmingham Conservatoire lehrte. Als Schlagzeuger arbeitete er mit Steve Lacy, Mike Gibbs, Radiohead,  Ulf Wakenius, Evan Parker und Bheki Mseleku. Gemeinsam mit dem Pianisten Liam Noble und dem Bassisten Oli Hayhurst spielt er im Quartett von Julian Siegel, das die Alben Urban Theme Park (2011) und Vista (2018) vorlegte. Weiterhin bildete er das Jazzquartett Partisans mit Julien Siegel, Gitarrist Phil Robson und Bassist Thad Kelly, das mehr als 20 Jahre tätig war und bis 2019 fünf Alben veröffentlichte. Weiter war er Mitglied von Jamie Anderson Dogcatchers Trio, mit dem zwei Alben entstanden. Auch tourte er mit Zoe Rahman und mit Philip Catherine. Er ist zudem auf Alben von Dave Green, Gordon Beck, Guy Barker, Julian Argüelles, Gary Husband, Hans Koller, Gerd Dudek (Day and Night, 2012), Anita Wardell, Nils Wülker und Bruno Heinen zu hören.